# ماريا دوديتش
ماريا دوديتش هي أخصائية صحية أسترالية ومدافعة عن حقوق الأشخاص ذوي الإعاقة.
تشتهر دوديتش بعملها في تطوير قانون الإعاقة الفيكتوري لعام 2006.
خلال مسيرتها المهنية، تولت دودييتش، بفضل خبرتها الطبية، عددًا من المناصب الحكومية الفيدرالية. ومن بين هذه المناصب رئاسة اللجنة الاستشارية لتسويق حليب الأطفال في أستراليا من عام 2001 إلى عام 2005، وإدارة مركز سرطان الثدي التابع للمجلس الوطني للصحة والبحوث الطبية من عام 2001 إلى عام 2003.
كما ترأست دوديتش الكلية الأسترالية للطب القانوني من عام 1998 حتى عام 2003.
في عام 2018، تمت إضافة دوديتش إلى قائمة الشرف الفيكتورية للنساء.